# Marie Dubois (résistante, 1890-1943)
Pour les articles homonymes, voir Marie Dubois (homonymie) et Dubois.
Ne doit pas être confondu avec  Marie Dubois (résistante, 1915-1945).
Marie Dubois, née Marie Corot le 27 février 1890 à Beaune (France) et morte en déportation le 10 février 1943 à Auschwitz, est une résistante française.

## Biographie
Fille de Jacques Corot et de Marie Bailly, mariés le 21 février 1901 à Dijon, elle devient vite orpheline et est confiée à l’Assistance publique. Devenue cuisinière-serveuse dans un restaurant de Levallois, elle épouse François Le Corre le 18 avril 1922 à Gennevilliers, puis se remarie avec Lucien Dubois, cantonnier. En 1936, le ménage prend un café à Saint-Denis, au 4, route d’Aubervilliers.

### Résistance
En juin 1940, son époux est mobilisé puis prisonnier de guerre. Elle tient alors seule le café qui devient un lieu de rendez-vous des résistants et une « boîte aux lettres ».

### Arrestation
Dénoncée, Marie Dubois est arrêtée fin septembre 1942 puis interrogée rue des Saussaies. Elle est immédiatement envoyée au camp allemand du Fort de Romainville, situé sur la commune des Lilas. Le fort de Romainville forme l'annexe du Frontstalag 122, basé camp de Royallieu à Compiègne. Elle y est enregistrée le 29 septembre 1942 sous le matricule 825.
Lucien Dubois est libéré le 15 janvier 1943. Il se présente au fort le 21 ou 22 janvier, peu avant le départ du convoi, mais on lui refuse une entrevue avec sa femme.

### Déportation
Après un premier groupe d'une centaine de femmes transférées en camion au camp de Royallieu à Compiègne le 22 janvier 1943, elle fait du deuxième groupe de détenues du Fort envoyé au même endroit le lendemain. Des 230 femmes déportées, dont 222 issues du forte de Romainville, 85 % dont des résistantes, dont certaines comme Danielle Casanova et Marie-Claude Vaillant-Couturier ont eu des responsabilités importantes. Seules 49 d’entre elles ont survécu, doit un taux de mortalité élevé de 79 %
Après une nuit au camp de Royallieu, elle est déportée par le convoi ferroviaire du 24 janvier 1943, dit « convoi des 31 000 » dans un des quatre derniers wagons à bestiaux d’un convoi dans lequel plus de 1 450 détenus hommes ont été entassés la veille. En gare de Halle, les wagons des hommes sont dirigés sur le camp d'Oranienbourg-Sachsenhausen, tandis que les femmes arrivent à la gare d'Auschwitz dans la soirée du 26 janvier 1943. Elles sont sorties du wagon au matin et dirigées vers le camp de Birkenau (Auschwitz II)  où elles entrent en chantant La Marseillaise. Elle reçoit le matricule 31693. Après deux semaines de quarantaine au Block no 14, les détenues sont amenées à Auschwitz-I pour y être photographiées.
Quelques jours plus tard, elle lève la main quand le médecin SS demande à celles qui ne peuvent supporter l’appel de se désigner. Bien que sa codétenue Marie-Élisa Nordmann-Cohen — qui survivra — tente de la retenir : « Reste avec nous. Tu ne sais pas où ils vont t’emmener. Reste. ». Marie Dubois lui répond : « Oh, tu sais, maintenant ou dans quinze jours… ». Elle est envoyée au Block no 25 et y meurt le 10 février 1943. Au Block no 25, les détenus sont mis à jeun puis à partir de courant 1943 envoyées à la chambre à gaz.
Fin 1943, son époux Lucien Dubois est convoqué rue des Saussaies, siège de la Gestapo où on lui apprend la mort de sa femme, survenue le 10 février 1943 d'un « crise d'urémie ».

### Hommages
Le Conseil municipal de Saint-Denis attribue le nom de Marie Dubois à l’ancienne rue Corradi le 15 mai 1945. Une plaque commémorative est apposée sur une maison où elle a vécu, au 57, rue Danielle Casanova,.
Son nom est inscrit sur la plaque dédiée aux Dyonisiens déportés entre 1940 et 1944, apposée place de la Résistance-et-de-la-Déportation.